# مایک بیوتلر
مایکل سیمون بریندلی بریم بیوتلر (انگلیسی: Michael Simon Brindley Bream Beuttler؛ زادهٔ ۱۳ آوریل ۱۹۴۰ در قاهره، درگذشتهٔ ۲۹ دسامبر ۱۹۸۸ در لس آنجلس، کالیفرنیا) رانندهٔ مسابقات اتومبیل‌رانی فرمول یک اهل بریتانیا بود که از فصل ۱۹۷۱ تا ۱۹۷۳ در مجموع در ۲۹ گراند پری شرکت کرد، اما موفق به کسب هیچ امتیازی نشد.
بیوتلر در ۲۹ دسامبر ۱۹۸۸ بر اثر ابتلا به بیماری ایدز در لس آنجلس، کالیفرنیا درگذشت.